# Kim Weber (Segler)
Kim Christian Weber (* 21. Oktober 1945 in Helsinki; † 25. Juni 2022 ebenda) war ein finnischer Regattasegler.

## Werdegang
Kim Weber belegte bei den Olympischen Spielen 1972 in München in der Finn Dinghy-Regatta in Kiel den 6. Platz. Er segelte für Esbo Segelförening.
Die Eiskunstläuferin Maj-Len Helin war Webers Mutter.